# Father of the Pride
A Father of the Pride amerikai televíziós 3D-s számítógépes animációs sorozat. A premier 2004. augusztus 31-én volt. Magyarországon még nem mutatták be.

## Szereplők
- Larry: John Goodman
- Kate: Cheryl Hines
- Sierra: Danielle Harris
- Hunter: Daryl Sabara
- Sarmoti: Carl Reiner
- Snack: Orlando Jones
- Siegfried Fischbacher: Julian Holloway
- Roy Horn: David Herman
- Blake: John O’Hurley
- Victoria: Wendie Malick

## Epizódok
| #   | Eredeti cím                                    | Magyar cím | Rendezte                              | Írta                                | Eredeti premier                      | Magyar premier |
| --- | ---------------------------------------------- | ---------- | ------------------------------------- | ----------------------------------- | ------------------------------------ | -------------- |
| 1.  | Original Pilot                                 |            | John Stevenson                        | Jonathan Groff                      |                                      |                |
| 2.  | Sarmoti Moves In                               |            | Mark Risley                           | Cheryl Holliday                     | 2004. december 28.                   |                |
| 3.  | Catnip And Trust                               |            | John Holmquist                        | Robert Cohen                        | 2004. szeptember 14.                 |                |
| 4.  | What's Black, White And Depressed All Over?    |            | Bret Haaland                          | Peter Mehlman                       | 2004. augusztus 31.                  |                |
| 5.  | Larry's Debut And Sweet Darryl Hannah Too      |            | Bret Haaland                          | Ron Weiner                          | 2004. szeptember 7.                  |                |
| 6.  | And the Revolution Continues                   |            | Mark Baldo & Mark Risley              | Vanessa McCarthy                    | 2004. szeptember 28.                 |                |
| 7.  | The Thanksgiving Episode                       |            | John Puglisi                          | David R. Goodman & Glasgow Phillips | 2004. december 28.                   |                |
| 8.  | One Man's Meat is Another Man's Girlfriend     |            | Steve Hickner & Mike deSeve           | Mike Barker & Matt Weitzman         | 2004. október 26.                    |                |
| 9.  | Donkey                                         |            | John Holmquist                        | Vanessa McCarthy                    | 2004. szeptember 21.                 |                |
| 10. | Possession                                     |            | John Wayne Stevenson                  | Ron Weiner                          | 2004. október 12.                    |                |
| 11. | Road Trip                                      |            | Steve Hickner & Mark Risley           | Jon Pollack                         | 2004. december 28.                   |                |
| 12. | Rehabilitation                                 |            | Mark Risley                           | Jon Ross                            | 2004. december 21.                   |                |
| 13. | Stage Fright                                   |            | John Holmquist & John Wayne Stevenson | Jonathan Groff                      | 2005. május 27.                      |                |
| 14. | The Siegfried and Roy Fantasy Experience Movie |            | Bret Haaland & John Wayne Stevenson   | David R. Goodman & Glasgow Phillips | 2005. május 29. (Egyesült KIrályság) |                |
| 15. | The Lost Tale                                  |            | John Holmquist & John Wayne Stevenson | Jonathan Groff                      |                                      |                |